# محمد نورالدین
محمد نورالدین (انگلیسی: Mohammed Noor Al-Deen؛ زادهٔ ۶ اوت ۱۹۸۴) بازیکن فوتبال اهل عراق است.
وی همچنین در تیم ملی فوتبال عراق بازی کرده‌است.